# Karol Pionnier
Karol Aimé Pionnier (ur. 17 maja 1913 w Mińsku Litewskim, zm. 16 marca 1984 w Warszawie) – polski inżynier mechanik, konstruktor samochodowy. Jako główny konstruktor Fabryki Samochodów Osobowych w Warszawie był twórcą Syreny, jedynego samochodu osobowego polskiej konstrukcji produkowanego seryjnie w kraju po II wojnie światowej.

## Życiorys

### Młodość, czasy wojenne
Był synem Leona, Francuza, nauczyciela swojego języka ojczystego w polskich szkołach średnich, i Zofii z Niedźwiedzkich. Ukończył Państwowe Gimnazjum im. Jana Śniadeckiego w Kielcach w 1930 roku. W latach 1930–39 studiował na Wydziale Mechanicznym Politechniki Warszawskiej. Egzamin dyplomowy zdał w marcu 1939 roku, uzyskując tytuł inżyniera mechanika ze specjalnością budowy samochodów.
Pracę rozpoczął w Biurze Studiów Państwowych Zakładów Inżynierii - PZInż w Warszawie jako konstruktor w dziale samochodów ciężarowych. Jeszcze przed wybuchem II wojny światowej zdążył opracować konstrukcję likwidującą trzepotanie kół pojazdów terenowych. W czasie wojny pracował jako monter elektryk, a następnie był kierownikiem warsztatu napraw ciągników i maszyn rolniczych w Starachowicach.

### Czas odbudowy kraju
W latach 1945–46 był kierownikiem oddziału transportu PSS „Społem”, gdzie zorganizował Stację Obsługi i Napraw Samochodów Ciężarowych. W 1946 roku został zaangażowany na stanowisko szefa produkcji w Państwowych Zakładach Samochodowych nr 8 w Kaliszu. W wyjątkowo krótkim czasie opracował koncepcję oraz nadzorował budowę i uruchomienie dużego zakładu naprawczego samochodów GMC i Chevrolet pochodzących z pomocy UNRRA.

#### Star

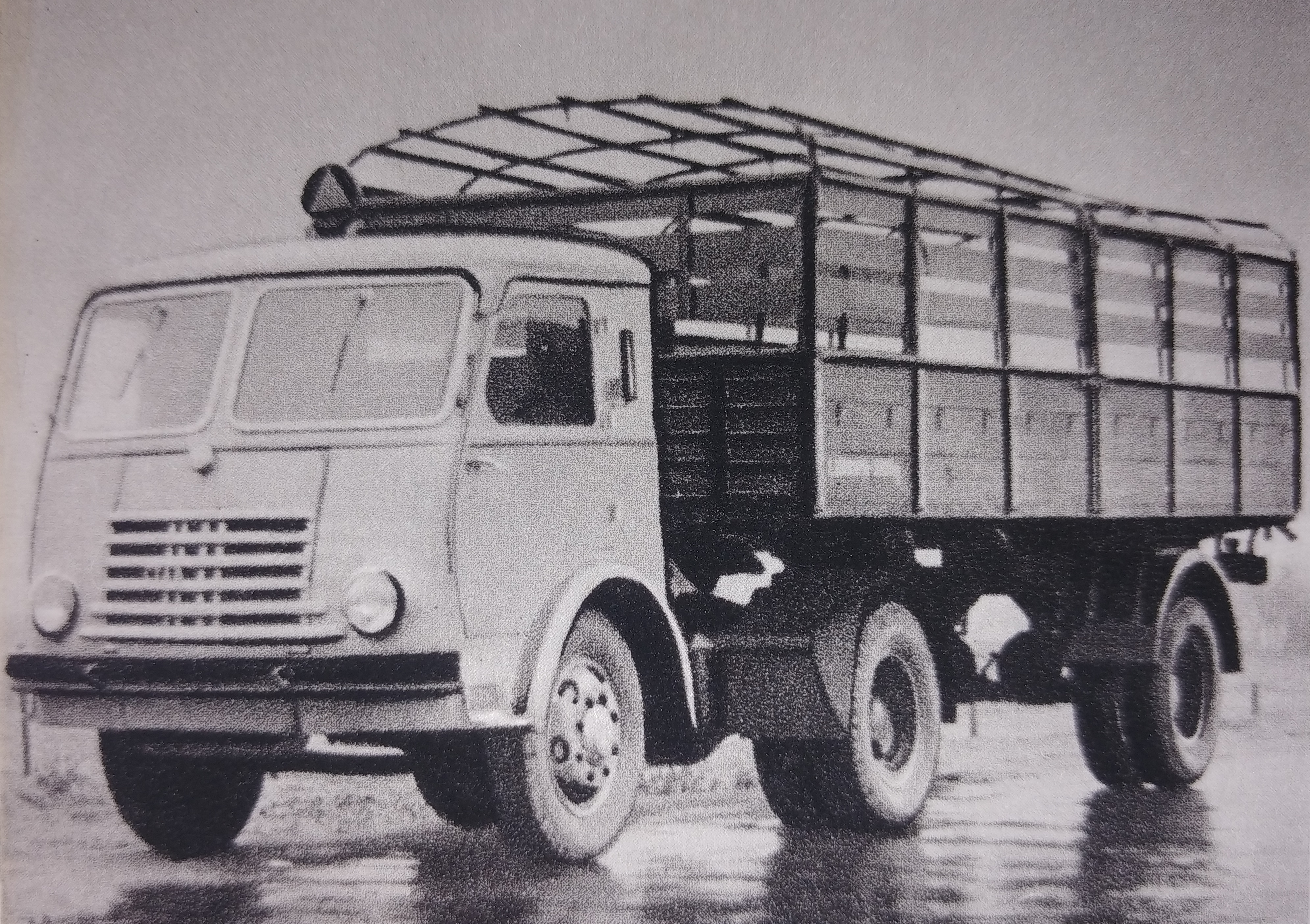
Ciągnik siodłowy Star C-60 w zestawie z naczepą D-60

W 1948 roku został przeniesiony do pracy w Centralnym Biurze Badań i Konstrukcji Przemysłu Motoryzacyjnego nr 5 w Łodzi (CBK-5), gdzie jako kierownik działu podwozi brał udział w opracowaniu konstrukcji samochodu ciężarowego Star. W ramach tego przedsięwzięcia w latach 1948–50 opracował konstrukcję i nadzorował wykonawstwo prototypów odmiany C-60 - D-60 - ciągnika siodłowego i jednoosiowej naczepy, które były produkowane w latach 1952–62, oraz obniżonego podwozia autobusowego A-60, które pozostało prototypem.
Poza tym w 1949 roku opracował konstrukcję 8-cylindrowej sprężarki na bazie silnika Steyr.

### Główny konstruktor FSO
W 1950 roku został służbowo delegowany z CBK-5 do Fabryki Samochodów Osobowych (FSO) w Warszawie w celu zorganizowania Biura Konstrukcyjno-Doświadczalnego, przekształconego później w Dział Głównego Konstruktora (DGK), którego został kierownikiem. W tym okresie brał udział w pracach konstrukcyjnych i organizacyjnych nad adaptacją (1950–51) radzieckiej dokumentacji samochodu GAZ-M20 Pobieda na samochód osobowy Warszawa M-20 do polskich norm, standardów technicznych i materiałowych. Koordynował budowę przedprototypów i prototypów Warszawy.
Od początku szefowania DGK widział konieczność modernizacji przestarzałej konstrukcji auta i poszerzenia oferty FSO o mniejszy, bardziej ekonomiczny samochód dostępny masowo. W jego działaniach na stanowisku głównego konstruktora widać planowe dążenie do realizacji tych dwóch założeń.

#### Syrena
Uprzedzając oficjalną decyzję na szczeblu politycznym w 1952 roku pod kierownictwem Pionniera przystąpiono w FSO do opracowania założeń popularnego samochodu małolitrażowego. W wyniku oceny możliwości postanowiono opracować oparty na prostej dostępnej technologii i możliwy do szybkiego wdrożenia samochód przejściowy, docelową konstrukcję samochodu popularnego odkładając na przyszłość. W skład zespołu konstrukcyjnego kierowanego przez Pionniera wchodzili m.in. inżynierowie:
- Fryderyk Blümke, konstruktor silników S-14 (prototypy samochodu) i S-15, wywodzących się z jego przedwojennych konstrukcji dla fabryki Steinhagen i Stransky w Warszawie, ceniony[przez kogo?] specjalista w dziedzinie silników dwusuwowych;
- Stanisław Panczakiewicz, projektant nadwozia, konstruktor i stylista nadwozi z doświadczeniem przedwojennym (CWS, PZInż);
- Stanisław Łukaszewicz, konstruktor nadwozi, przedstawiciel powojennego pokolenia inżynierów, dzięki niemu nadwozie samochodu miało konstrukcję całkowicie metalową.

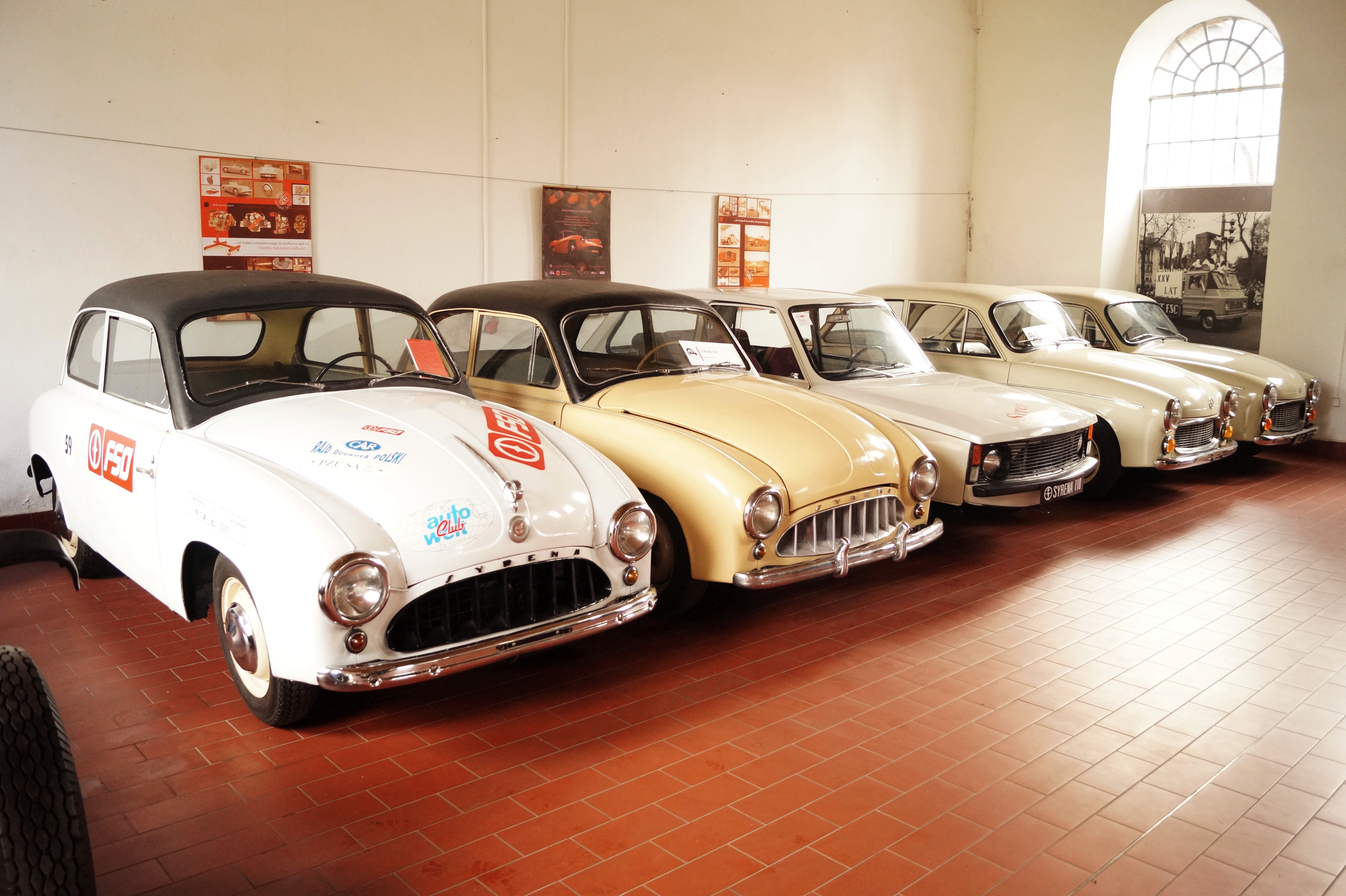
Syreny z różnych okresów produkcji. Na pierwszym planie dwa prototypy samochodu.

Na wczesnym etapie realizacji konstrukcji zbudowano dwa konkurujące ze sobą przedprototypy o różnych stylizacjach i konstrukcjach nadwozi. Wynikało to z konfliktu pomiędzy Panczakiewiczem mającym doświadczenie w konstrukcjach metalowo-drewnianych i Łukaszewiczem, postulującym nadwozie całkowicie metalowe. Pionnier pogodził inżynierów dwóch pokoleń wybierając bardziej estetyczną stylizację Panczakiewicza i zlecając Łukaszewiczowi opracowanie jej konstrukcji w nowocześniejszej technologii. Do 1954 roku zespół opracował konstrukcję, zbudował i przebadał prototypy oraz opracował dokumentację seryjną, łącznie z mastermodelami, nadwozia przyszłego samochodu Syrena. Z powodu oszczędności oraz mając na względzie uwarunkowania gospodarczo-polityczne, z których wynikała możliwość wdrożenia produkcji Syreny jedynie jako tzw. produkcji ubocznej, wykorzystano szereg elementów i oprzyrządowania produkcyjnego Warszawy.
Pionnier nadzorował całość przedsięwzięcia i współdziałał w konstruowaniu skrzyni biegów, podwozia, zawieszenia i adaptacji elementów układu kierowniczego Warszawy. Kierował też uruchomieniem produkcji średnioseryjnej Syreny. Dzięki jego determinacji samochód dla zwykłego obywatela, przeznaczony wyłącznie na rynek krajowy i nie będący priorytetem socjalistycznej gospodarki, był stale modernizowany w miarę pojawiających się możliwości. Spośród tych modernizacji sam opracował w latach 1958–60 założenia i konstrukcję synchronizowanej skrzyni biegów.

#### Warszawa Ghia

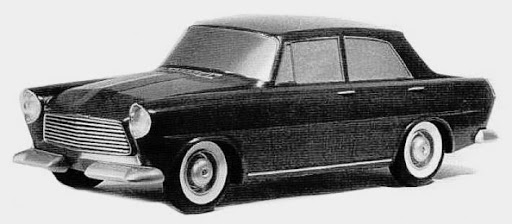
Model ofertowy nadwozia sedan bliski finalnej wersji samochodu Warszawa "325", przesłany przez Carozzeria Ghia Fabryce Samochodów Osobowych w toku prac projektowych.

W 1957 roku z inicjatywy Pionniera w FSO opracowano założenia modernizacji przestarzałej Warszawy M-20. Samochód, z którym wiązano również nadzieje na eksport do krajów spoza bloku wschodniego, miał być według tych założeń przygotowany przez renomowaną firmę designerską, co miało powiększyć jego szanse na wymagających rynkach. Nawiązano współpracę z włoską firmą Carrozzeria Ghia SpA, w której powstał projekt, konstrukcja nadwozia i dwa prototypy samochodu (sedan i kombi) dostarczone polskiemu kontrahentowi w 1959 roku. Sam Pionnier we współpracy z inż. Fryderykiem Blümkem i inż. Włodzimierzem Selem opracował założenia, konstrukcję, prototyp oraz dokumentację głębokiej modernizacji dolnozaworowego silnika M20. Powstał tak górnozaworowy silnik S-21 o mocy 51,5 KW (70KM), który w nowym samochodzie miał zastąpić dotychczasowy.

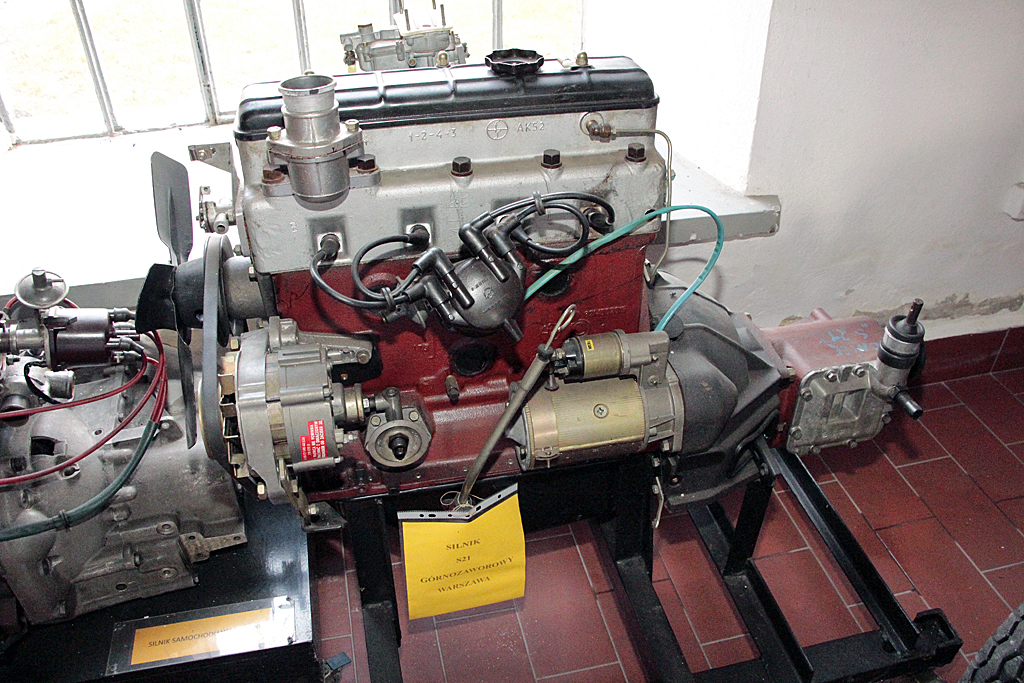
Silnik S-21

Fakt zlecenia modernizacji Warszawy firmie zewnętrznej, do tego spoza bloku wschodniego, wywołał kontrowersje, polemikę w prasie motoryzacyjnej (m.in. z inż. Panczakiewiczem) do której wyciekły informacje o zleceniu oraz zarzuty o niegospodarność w dysponowaniu walutami wymienialnymi (wartość kontraktu wynosiła 62 tys. dolarów). Wszelkie dalsze prace nad samochodem zostały wstrzymane. Warszawa według projektu Ghia nie weszła do produkcji, gotowy w 1959 roku silnik S-21 został wdrożony dopiero 3 lata później.

#### Program badawczo-rozwojowy
Pionnier zorganizował w FSO od podstaw laboratorium badań samochodów i zespołów. Uruchomienie seryjnej produkcji i modernizacja samochodów Warszawa i Syrena było dużym osiągnięciem w prymitywnych warunkach pracy w fabryce. Jeszcze większym wyzwaniem dla głównego konstruktora był rozwój i modernizacja pojazdów produkowanych przez FSO.
Bazując na założeniach opracowanych przez Pionniera w oparciu o Syrenę opracowano szereg koncepcji, studiów, przedprototypów, konstrukcji podzespołów i wersji funkcjonalnych samochodu:
- dwusuwowy, trzycylindrowy silnik S-31 w układzie rzędowym,
- czterosuwowy, dwucylindrowy silnik S-16 w układzie boxer,
- tylne zawieszenie oparte na elementach skrętnych i wahaczach wleczonych,
- studium nadwoziowe docelowego samochodu popularnego w skali 1:5 z podwoziem płytoramowym i silnikiem S-16 umieszczonym z tyłu (1957),
- furgonetkę Syrena Mikrobus wyposażoną w ww. tylne zawieszenie, co umożliwiało uzyskanie płaskiej, umieszczonej nisko, funkcjonalnej przestrzeni ładunkowej (1959),
- w pełni funkcjonalne studium nadwoziowe Syrena Sport z nadwoziem z tworzyw sztucznych, silnikiem S-16, ww. tylnym zawieszeniem i podwoziem płytoramowym (1960),
- koncepcję tylnonapędowego pojazdu z silnikiem S-16 umieszczonym z tyłu, w oparciu o nadwozie Syreny,
- szczegółową koncepcję Syreny wyposażonej w silnik S-16 i opartej na podwoziu płytoramowym,
- prototyp Syreny 104 wyposażony w silnik S-31, klasyczną ramę, drzwi zawieszone na słupku przednim i ww. zawieszenie tylne (1960).

Wszystkie te prace miały w zamyśle Pionniera doprowadzić FSO do dojrzałości konstrukcyjnej, technologicznej i designerskiej, która miała umożliwić fabryce samodzielne opracowywanie przyszłych modeli samochodów. W Syrenach testowano poza tym pasywne zawieszenie hydropneumatyczne według patentów inż. Fryderyka Adlera. Poza programem modernizacji Warszawy, który zakończył się fiaskiem, Pionnier opracował też na bazie tego samochodu w latach 1953–58 dwa prototypy samochodów dostawczych.

#### Koniec pracy na Żeraniu

Prezentacja studium samochodu Syrena Sport zbiegła się w czasie z odejściem Pionniera z FSO

W 1960 roku tygodnik "Motor" przedstawił powstałą w FSO Syrenę Sport. To zlecone przez Pionniera studium możliwości stylistycznych i technologicznych fabryki nie było przeznaczone do dalszego rozwoju. Jednak pojawienie się wizerunku wyjątkowo udanego stylistycznie samochodu w powszechnie dostępnej prasie, w sytuacji gdy oferta FSO ograniczała się do Warszawy i Syreny, spowodowało rozbudzenie oczekiwań społecznych na produkcję seryjną. W warunkach gospodarki socjalistycznej nadmierny popyt był zawsze traktowany jako społeczny problem. Po niedawnych zarzutach wobec Pionniera związanych z Warszawą Ghia, pojawiły się kolejne, sugerujące zbędność prowadzenia prac badawczo-rozwojowych takich jak Syrena Sport.
W realiach gomułkowskiej małej stabilizacji atmosfera wokół stanowiska głównego konstruktora gęstniała. W wyniku wewnętrznych intryg w FSO i oporu zakładowej organizacji partyjnej możliwość skutecznego kierowania DGK stała się fikcją. Mając tego świadomość i widząc, że jego inicjatywy są sabotowane, Pionnier zrezygnował z funkcji.

### Po odejściu z FSO

#### BKPMot
Powrócił do swojej macierzystej instytucji, z której 10 lat wcześniej był delegowany do DGK FSO. W międzyczasie w wyniku zmian organizacyjnych zmieniła ona nazwę na Biuro Konstrukcyjne Przemysłu Motoryzacyjnego (BKPMot). Po jego odejściu z DGK FSO znaczenie tej komórki organizacyjnej zmalało na rzecz BKPMotu, który w skomplikowanym systemie zarządzania PRL-owską motoryzacją pełnił nad nią funkcję nadrzędną. W latach 1961–66 Pionnier brał udział w pracach konstrukcyjnych nad kilkoma wersjami samochodu popularnego, którego zadanie stworzenia przejął BKPMot. Potrzeba zastąpienia Syreny, która miała być tylko samochodem przejściowym do czasu opracowania docelowego samochodu, stawała się paląca. Z szeroko zakrojonego programu naukowo-badawczego obejmującego skonstruowanie czterech samochodów Alfa, Beta, Gamma i Delta oraz czterech wersji silnika małolitrażowego S-700 w różnych układach funkcjonalnych, do fazy prototypu doprowadzono trzy pojazdy (Alfa, Beta i Delta) oraz jeden typ silnika. Bazując na tych pracach i własnych doświadczeniach, FSO stworzyło serię prototypową samochodu Syrena 110, nie wdrożonego jednak do produkcji z powodu decyzji o podjęciu produkcji licencyjnej.
Przez cały czas swojej pracy w BKPMocie Pionnier pełnił funkcję kierownika Zakładu Podwozi. Nadzorował również opracowanie konstrukcji i współpracował w konstruowaniu przyczep rolniczych.
W 1966 roku wrócił na krótko do FSO, do działu licencji FIAT-a, gdzie ze względu na swoje wcześniejsze doświadczenia z przejmowaniem licencji Pobiedy zajmował się odbiorem i sprawdzaniem dokumentacji technicznej Fiata 125p. Ostatecznie opuścił fabrykę w 1967 roku na własną prośbę.

#### ITS
W tymże roku Pionnier został pracownikiem w Instytucie Transportu Samochodowego (ITS). Wkrótce powierzono mu funkcję kierownika Zakładu Techniki i Eksploatacji Samochodów. Zakład ten zajmował się homologacją samochodów. M. in. ten fakt spowodował, że został w tym czasie jednym z czterech inżynierów testujących rozwiązanie zamiennego nadwozia laminatowego dla Syreny w ramach projektu 316/66 realizowanego przez DGK FSO. W okresie 1971–73 zaprojektował i nadzorował wykonawstwo oraz zorganizował pracę Laboratorium Badań Gazów Spalinowych Pojazdów Samochodowych. Na potrzeby instytutu opracował również podstawy metodyczne i zaprojektował aparaturę do pomiaru hałasu wytwarzanego przez samochody. Okres pracy Pionniera w ITS to również dziesiątki publikacji naukowych. Po przejściu na emeryturę kontynuował współpracę z instytutem aż do śmierci.
Pochowany został na cmentarzu Powązkowskim (kwatera B/23). W małżeństwie z Anną Dubiską miał trzech synów: Krzysztofa (ur. 1944), Jerzego (ur. 1954), Roberta (ur. 1956).

## Poglądy
Był bezpartyjny, co było jedną z przyczyn konfliktu z zakładową organizacją partyjną i odejścia z FSO. Był zwolennikiem rozwijania krajowej produkcji motoryzacyjnej w oparciu o rozwijaną autonomicznie technologię.

## Znaczenie
Pionnier uczestniczył w najważniejszych przedsięwzięciach powojennej polskiej motoryzacji z okresu przedlicencyjnego. Star 20, który powstawał w latach 1946–48 w najcięższym okresie powojennej odbudowy gospodarki, w zmodernizowanych odmianach był produkowany do roku 1971. Z kolei Syrena, której był pomysłodawcą, współtwórcą i głównym konstruktorem, okazała się być jedynym samochodem osobowym polskiej konstrukcji produkowanym seryjnie w kraju po II wojnie światowej. Tymczasowa i prowizoryczna w założeniu konstrukcja nie doczekała się krajowego następcy przez 26 lat, jej produkcji zaprzestano w 1983 roku. Wraz z odejściem Pionniera z FSO, w fabryce tej zaniechano w większości kierowanych przez niego prac badawczo-rozwojowych co 6 lat później skutkowało koniecznością oparcia jej produkcji na pojeździe licencyjnym.

## Praca naukowa
Już w czasie studiów, w okresie 1937–39, był asystentem prof. Stanisława Zwierzchowskiego w Katedrze Silników Wodnych i Pomp Wydziału Mechanicznego Politechniki Warszawskiej. W latach 1948–50 pełnił funkcję starszego asystenta w Katedrze Części Maszyn Politechniki Łódzkiej, a w latach 1950–55, również jako starszy asystent pracował w Katedrze Budowy Pojazdów Politechniki Warszawskiej. Na tę uczelnię powrócił w latach 1973–76 jako docent kontraktowy w Instytucie Pojazdów. W 1973 roku prowadził wykłady z Encyklopedii techniki samochodowej w Szkole Głównej Planowania i Statystyki.
W 1968 roku uzyskał tytuł samodzielnego pracownika naukowo-badawczego, a w 1977 roku tytuł docenta ITS. Opracował i wygłosił na konferencjach naukowych i sympozjach szereg referatów, m.in. Wpływ konstrukcji pojazdu na bezpieczeństwo ruchu drogowego (ITS), Kontenerowy system transportowy (Praga). W latach 1971–77 prowadził w instytucie kursy dokształcające dla dyrektorów Państwowej Komunikacji Samochodowej w zakresie najnowszych osiągnięć i rozwiązań drogowego sprzętu transportowego. W 1977 roku napisał dla ITS obszerny elaborat Wpływ energochłonności na kształtowanie systemu transportowego.
W latach 1951–54 brał udział w pracach Komitetu Słownictwa Samochodowego. W 1966 roku opracował dla Ministerstwa Przemysłu Maszynowego koncepcję rozwoju produkcji samochodów dostawczych.

## Twórczość / Dzieła / Publikacje
Poza publikacjami naukowymi powstałymi w ITS, był autorem wielu artykułów i tekstów popularnonaukowych opublikowanych na łamach "Techniki Motoryzacyjnej", w której był redaktorem działowym od 1951 roku aż do śmierci, "Przeglądu Komunikacyjnego", "Horyzontów Techniki". Ich tematyka obejmowała relacje z wystaw samochodowych, tendencje rozwojowe samochodów osobowych, samochody Syrena, Warszawa, Fiat 125p i 126p oraz Polonez, a także problemy konteneryzacji.

### Wybrane publikacje
- Karol Pionnier. Samochody osobowe na wystawie w Genewie. „Motor”. 17 (262), s. 8-9, 1957-04-28. Warszawa.;
- Karol Pionnier, Badania ciągnika „Unimog” w: Praca ITS nr 1598, Warszawa 1967;
- Karol Pionnier. Przewozy wielkich kontenerów w transporcie samochodowym. „Przegląd Komunikacyjny”. 8, 1969. Warszawa.brak numeru strony;
- Karol Pionnier, S. Toczek i inni, Analiza eksperymentalnych zasad gospodarki samochodowej i naprawczej w PKS w: Praca ITS nr 1495, Cz. I, II i III, Warszawa 1969;
- Karol Pionnier, Z. Wierzbicki, Metody pomiarów czasu zadziałania i oddziałania powietrznych układów hamulcowych (z pracy nr 1611 i nr 1612), w: Zeszyty Naukowe ITS, Zeszyt nr 29, Warszawa 1969;
- Karol Pionnier, Zakład Technicznej Eksploatacji Pojazdów w: XX lat Instytutu Transportu Samochodowego, ITS, Warszawa 1972, ss. 52-60;
- Karol Pionnier, Wskaźnik ekonomicznej jazdy samochodów osobowych WWZP, w: Zeszyty Naukowe ITS, Zeszyt nr 57, Warszawa 1980;
- Karol Pionnier, Prace przygotowawcze do opracowania normy określającej zużycie paliwa w pojazdach ciężarowych, w: Zeszyty Naukowe ITS, Zeszyt nr 60, Warszawa 1982;

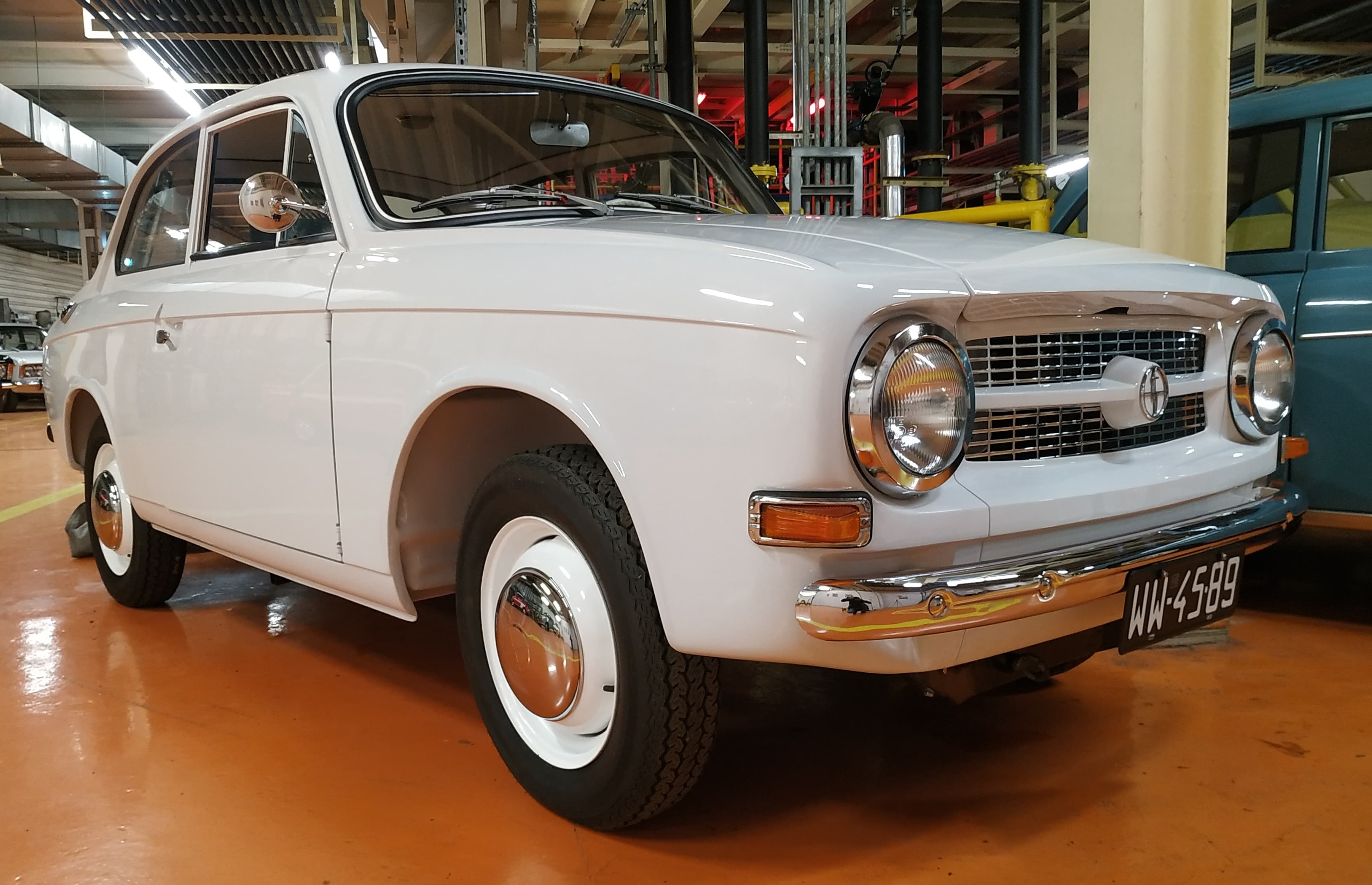
Syrena Laminat inż. Karola Pionniera, której był użytkownikiem do końca życia

## Odznaczenia
- Krzyż Kawalerski Orderu Odrodzenia Polski (1977),
- Złoty Krzyż Zasługi,
- Srebrny Krzyż Zasługi,
- nagroda Ministerstwa Przemysłu Ciężkiego - dwukrotnie (1956 i 1957),
- Honorowa Odznaka SIMP.